# پرستون لیسی
پرستون لیسی (انگلیسی: Preston Lacy؛ زادهٔ ۱۴ اوت ۱۹۶۹) یک هنرپیشه، و تهیه‌کننده اهل ایالات متحده آمریکا است. وی از سال ۱۹۹۲ میلادی تاکنون مشغول فعالیت بوده‌است.
او در فیلم کریسمس در سرزمین عجایب بازی کرده است.